# Nevianipora borgi
Nevianipora borgi är en mossdjursart som beskrevs av Buge 1979. Nevianipora borgi ingår i släktet Nevianipora och familjen Filisparsidae. Inga underarter finns listade i Catalogue of Life.